# Tatort: Am Tag der wandernden Seelen
Am Tag der wandernden Seelen ist ein Fernsehfilm aus der Krimireihe Tatort. Der vom RBB produzierte Beitrag ist die 1270. Tatort-Episode und wurde am 5. Mai 2024 im SRF, im ORF und im Ersten ausgestrahlt. Es ist der 19. Fall des Berliner Ermittlers Robert Karow und der zweite gemeinsame Fall des Ermittlerteams Karow/Bonard.

## Handlung
In Berlin-Lichtenberg wird Hans Engler in seinem Haus tot aufgefunden. Er lebte hier zusammen mit seiner pflegebedürftigen Mutter, die verschwunden ist. Hans Engler wurde durch mehrere Messerstiche getötet, doch es gibt weder Einbruchsspuren noch Hinweise auf einen Raubmord. Susanne Bonard und Robert Karow finden bei ihren Ermittlungen eine versteckte Tür im Haus, die in einen Keller führt. Hier wurde offensichtlich eine Person gefangen gehalten und gefoltert; die Tat wurde mit einer VHS-Videokamera gefilmt. Im Keller gefundene DNA-Spuren sind mit denen des Toten identisch. Offenbar wurde der Mann von seinem Opfer in Notwehr erstochen.
Beim Versuch, Bao Müller, den Sohn des Toten, aufzusuchen, stoßen Bonard und Karow auf Bao Müllers Mutter, die Tierärztin Dr. Lê Müller, die anscheinend auch Menschen ohne Krankenversicherung behandelt. Sie erklärt den Kommissaren, Hans Engler habe Bao als seinen Sohn anerkannt, um ihr bei ihrer Aufenthaltserlaubnis zu helfen. Die Auswertung der am Tatort gefundenen DNA ergibt, dass im Keller eine Frau gefoltert wurde, die vermutlich aus Asien stammt. Malik Aslan ermittelt, dass auf Bao Müller ein Restaurant und ein Beauty-Center in einem Vietnam-Center in Lichtenberg angemeldet sind.
Während Robert Karow das Restaurant und das Beauty-Center aufsucht, lässt Susanne Bonard die Wohnung von Bao Müller durchsuchen. Die Polizei findet dort Pässe mehrerer vietnamesischer Frauen. Zeitgleich wird im Garten von Hans Engler die Leiche seiner Mutter gefunden. Bei einer Befragung ist Dr. Lê Müller zunächst sehr misstrauisch gegenüber der Polizei. Als Bonard ihr jedoch deutlich macht, dass Engler sie belogen hatte, als er sie um die Vermittlung einer jungen vietnamesischen Pflegerin für seine Mutter bat, identifiziert sie diese Frau auf einem Foto als Bui Thi Vien.
Die von Folter schwer gezeichnete Bui Thi Vien sucht nachts Dr. Lê Müller auf und bedroht die Tierärztin. Diese beteuert, auch sie sei von Hans Engler getäuscht worden, und behandelt Bui Thi Viens Wunden. In dieser Nacht schaut sich Robert Karow bei Engler gefundene Videokassetten an und sieht Szenen, die ihn zutiefst erschüttern. Zwei weitere Frauen sind zu Tode gefoltert worden, und es gibt offensichtlich einen Mittäter, da während der Videoaufnahmen gezoomt wurde.
Weitere Recherchen ergeben, dass schon einmal eine Frau gefoltert und dabei mit einer VHS-Kamera gefilmt wurde, aber entkommen konnte. Diese Frau, Barbara Thelen, identifiziert Hans Engler und dessen Chef, Werner Siepert, als ihre Peiniger. Unterdessen hat die LKA-Kollegin Pham Thi Mai die Idee, die vietnamesische Community um Unterstützung zu bitten. In einer buddhistischen Pagode in Berlin bitten sie und Karow den Mönch Thao um Unterstützung. Dr. Lê Müller kommt dazu. Bevor Thao und Dr. Müller auf die Bitte antworten können, wird Karow durch einen Anruf von Bonard aus dieser Begegnung gerissen. Die Kommissare wollen Werner Siepert in seiner Wäscherei festnehmen, treffen ihn dort jedoch nicht an.
Am nächsten Morgen wird der von Unbekannten übel zugerichtete und schwer verletzte Werner Siepert in einer Gitterbox deponiert vor der Polizeidienststelle abgeliefert. LKA-Kollegin Pham Thi Mai kann Bui Thi Vien, die in der Pagode Essen zubereitet, davon überzeugen, als Zeugin vor der Polizei auszusagen. Sie berichtet Bonard und Karow, wie sie als Pflegekraft in das Haus gelockt, betäubt und gefoltert wurde. Sie identifiziert Werner Siepert als einen der Täter und überreicht den Ermittlern eine Video-Kassette, auf der die Folterer ihre Taten aufgezeichnet haben. Die Kommissare können nur zusichern, dass Siepert wegen Beihilfe zum Mord angeklagt wird. Er hat seinerseits Anzeige wegen Körperverletzung angekündigt.

## Musik
Der Filmsoundtrack stammt vom Musiker Tim Neuhaus. Dessen Material im Umfang einer Stunde ergänzen vier Songs im Stil vietnamesischen Pops, die in Zusammenarbeit der Sängerin Judy Mai sowie dem Produzenten Zuy Đặng entstanden und am 3. Mai 2024 als EP veröffentlicht wurden.

## Hintergrund
Der Film wurde vom 12. September 2023 bis zum 12. Oktober 2023 in Berlin gedreht.

## Einschaltquoten
Die Erstausstrahlung von Am Tag der wandernden Seelen am 5. Mai 2024 wurde in Deutschland von 8,08 Millionen Zuschauern gesehen und erreichte einen Marktanteil von 29,0 % für Das Erste.